# اریکا، ویکتوریا
اریکا (به انگلیسی: Erica) یک شهرک در استرالیا است که در ویکتوریا (استرالیا) واقع شده‌است.